# Aprosmictus erythropterus
Il pappagallo alirosse (Aprosmictus erythropterus) è un uccello della famiglia degli Psittaculidi.

## Descrizione
Si presenta con taglia attorno ai 32 cm, le parti superiori di un verde carico, quelle inferiori più pallide. Il maschio ha le copritrici primarie e secondarie rosse e sfumature nerastro-blu sul resto dell'ala, il groppone è blu-azzurro. La femmina ha il rosso delle copritrici meno intenso, il resto dell'ala verde e l'iride bruna anziché arancio.

## Biologia
Si muove in coppia o in piccoli gruppi che si radunano in stormi anche di una settantina di individui quando le risorse alimentari sono abbondanti, come durante la fioritura degli eucalipti. È essenzialmente arboricolo, riservato e scende a terra solo per bere o per raccogliere semi se non trova nulla di buono tra le fronde degli alberi. Il periodo riproduttivo va da agosto a febbraio, ma sono stati segnalati casi di riproduzione tra aprile e luglio; la femmina depone 3-6 uova che cova per 20 giorni. I piccoli lasciano il nido a circa 5 settimane ma restano con i genitori ancora a lungo.

## Distribuzione e habitat
Vive nel nord della Nuova Guinea e nel nord-ovest dell'Australia. È un uccello comune in tutto il suo areale e anche in cattività è presente e si riproduce con regolarità.
Predilige gli ambienti aridi, savane, boschetti di acacia, foreste di eucalipto, ma lo si può trovare anche nelle foreste a galleria costiere e in quelle di mangrovie.

## Tassonomia
È classificato in tre sottospecie:
- A. e. erythropterus
- A. e. coccineopterus
- A. e. papua